# Tetracanthella fusca
Tetracanthella fusca är en urinsektsart som beskrevs av Potapov och Louis Deharveng 2005. Tetracanthella fusca ingår i släktet Tetracanthella och familjen Isotomidae. Inga underarter finns listade i Catalogue of Life.